# Font del Poll
La Font del Poll és una obra de Sant Joan de les Abadesses (Ripollès) protegida com a Bé Cultural d'Interès Local.

## Descripció
Font de formigó situada al final del Passeig de la Plana, adossada als murs de protecció d'una casa. S'hi accedeix a través d'unes escales. Degut a les obres d'urbanització d'aquest indret, s'ha desviat la deu que originalment nodria la font.